# Euryarthrum aurantiacum
Euryarthrum aurantiacum är en skalbaggsart som beskrevs av Holzschuh 2008. Euryarthrum aurantiacum ingår i släktet Euryarthrum och familjen långhorningar.
Artens utbredningsområde är Sarawak. Inga underarter finns listade i Catalogue of Life.